# Présidence de Jean Casimir-Perier
Président de la République française
Présidence de Sadi Carnot Présidence de Félix Faure
La présidence de Jean Casimir-Perier, en tant que 6e président de la République française, dura du 27 juin 1894 au 16 janvier 1895. Président de la Chambre des députés et ex-président du Conseil, Casimir-Perier accéda à la présidence à la suite de l'assassinat de Sadi Carnot par un anarchiste italien. Son élection fut très mal accueillie par une grande partie de la classe politique française, en particulier par la gauche, et le président lui-même, manquant d'autorité, fut marginalisé au sein de son propre gouvernement. Dégoûté d'avoir l'apparence du pouvoir sans la réalité, il démissionna au bout de six mois, faisant de son passage à l'Élysée le plus court de toute l'histoire de la République française.

## Gouvernement
| Portefeuille                                                     | Titulaire          | Titulaire |
| ---------------------------------------------------------------- | ------------------ | --------- |
| Président du Conseil                                             | Charles Dupuy      |           |
| Ministres                                                        |                    |           |
| Ministre de l'Intérieur et des Cultes                            | Charles Dupuy      |           |
| Ministre de la Justice                                           | Eugène Guérin      |           |
| Ministre des Affaires étrangères                                 | Gabriel Hanotaux   |           |
| Ministre des Finances                                            | Raymond Poincaré   |           |
| Ministre de la Guerre                                            | Auguste Mercier    |           |
| Ministre de la Marine                                            | Félix Faure        |           |
| Ministre de l'Instruction publique, des Cultes et des Beaux-Arts | Georges Leygues    |           |
| Ministre des Travaux publics                                     | Louis Barthou      |           |
| Ministre du Commerce, de l’Industrie, des Postes et Télégraphes  | Victor Lourties    |           |
| Ministre de l'Agriculture                                        | Albert Viger       |           |
| Ministre des Colonies                                            | Théophile Delcassé |           |

## Gouvernement Dupuy III
Le troisième gouvernement Charles Dupuy se résume en un affrontement entre Casimir-Perier qui entend réhabiliter la fonction de chef de l'État et Dupuy qui au contraire marginalise le Président. Dupuy promulgue en octobre 1895 une circulaire adressée aux préfets leur demandant de réprimer les mouvements socialistes alors que la grève de la verrerie de Carmaux suscite l'attention nationale.
C'est sous ce gouvernement qu'a lieu le premier procès Dreyfus.
Le 14 janvier 1895, le gouvernement est renversé par une majorité de 22 voix. Le lendemain, le Président de la République Casimir-Perier démissionne forçant le gouvernement Dupuy a assurer l'intérim de la présidence jusqu'à l'élection de son successeur.
On compte parmi les mesures notables prises sous le troisième gouvernement Dupuy :
- les "lois scélérates"
- le "crédit agricole"

## Démission
Le 15 janvier 1895, Charles Dupuy présente la démission du Gouvernement au président de la République, Jean Casimir-Perier, qui entraîne immédiatement celle du Président.
Lettre de démission de Jean Casimir-Perier du 15 janvier 1895 :

« Messieurs les sénateurs, Messieurs les députés,
Je ne me suis jamais dissimulé les difficultés de la tâche que l'Assemblée nationale m'a imposée. Je les avais prévues. Si on ne refuse pas un poste au moment du danger, on ne conserve une dignité qu'avec la conviction de servir son pays.
La présidence de la République, dépourvue de moyens d'action et de contrôle, ne peut puiser que dans la confiance de la nation la force morale sans laquelle elle n'est rien. Ce n'est ni du bon sens ni de la justice de la France que je doute ; mais on a réussi à égarer l'opinion publique : plus de vingt années de luttes pour la même cause, plus de vingt années d'attachement à la République, de dévouement à la démocratie, n'ont suffi ni à convaincre tous les républicains de la sincérité et de l'ardeur de ma foi politique, ni à désabuser des adversaires qui croient ou affectent de croire que je me ferai l'instrument de leurs passions et de leurs espérances.
Depuis six mois se poursuit une campagne de diffamation et d'injures contre l'armée, la magistrature, le Parlement, le chef irresponsable de l'État, et cette liberté de souffler les haines sociales continue à être appelée liberté de penser.
Le respect et l'ambition que j'ai pour mon pays, ne me permettent pas d'admettre qu'on puisse insulter chaque jour les meilleurs serviteurs de la patrie et celui qui la représente aux yeux de l'étranger.
Je ne me résigne pas à comparer le poids des responsabilités morales qui pèsent sur moi et l'impuissance à laquelle je suis condamné.
Peut-être me comprendra-t-on si j'affirme que les fictions constitutionnelles ne peuvent faire taire les exigences de la conscience politique : peut-être, en me démettant de mes fonctions, aurai-je tracé leur devoir à ceux qui ont le souci de la dignité du pouvoir et du bon renom de la France dans le monde.
Invariablement fidèle à moi-même, je demeure convaincu que les réformes ne se feront qu'avec le concours actif d'un Gouvernement résolu à assurer le respect des lois, à se faire obéir de ses subordonnés et à les grouper tous dans une action commune pour une œuvre commune.
J'ai foi, malgré les tristesses de l'heure présente, dans un avenir de progrès et de justice sociale.
Je dépose sur le bureau du Sénat et de la Chambre des députés ma démission des fonctions de président de la République française.
Casimir-Perier »

Du 15 au 17 janvier 1895, le gouvernement assure l'intérim des pouvoirs présidentielles d'après les lois constitutionnelles de la Troisième République, en l'attente d'un nouveau président.
Le 18 janvier 1895, le (nouveau) Président de la république Félix Faure accepte la démission du gouvernement après l'intérim présidentiel qu'à assuré ce dernier. Le jour-même, il charge Léon Bourgeois de former le nouveau ministère et celui-ci accepte la mission, avant d'y abandonner trois jours plus tard, à la suite des difficultés rencontrées pour former le cabinet.
Le 22 janvier 1895, Faure charge, à nouveau, Bourgeois, pour former un nouveau gouvernement, pour une seconde tentative, mais échoue une fois de plus.
Le 26 janvier 1895, le président appelle Alexandre Ribot à la tête du prochain gouvernement.
Le 27 janvier 1895, le troisième gouvernement Ribot voit le jour.